# 神羅万象チョコ 大魔王と八つの柱駒
神羅万象チョコ 大魔王と八つの柱駒（しんらばんしょうチョコ だいまおうとやっつのピラー）はバンダイ発売のおまけ付き駄菓子・ウエハースチョコレート。神羅万象チョコシリーズの第八章に当たる。通称「八柱（はっちゅう）」。

## 解説
神羅万象チョコシリーズの実質的な第八章に該当する。通算29作目。2012年4月16日に第1弾が全30種類でバンダイより発売された。パッケージは各弾ともそれぞれ2種類ずつ。
新ホロとして3Dホロを使用したミラージュレア(MR)が登場し、従来のカードの種別もクリスタルレア(CR)、シルバーレア(SR)、ノーマル(N)と表記が変更された。スーパーミラージュレア(SMR)は従来のレアに相当すると思われる。八柱におけるカードのナンバリングは右上に「八柱○○」、左下にそのカードの種類が記されるようになった。

## 世界観
属性などの要素は継承しているが、種族の構成などが過去のシリーズと異なる新たな世界を舞台とした物語である。
今作では、9つの種族に七つの大罪、キャラクターにソロモンの72悪魔をモチーフとしている。

### 種族
第一魔族「プライド」
七つの大罪では「傲慢」に該当する。
第二魔族「ラース」
七つの大罪では「憤怒」に該当する。
第三魔族「エンヴィー」
七つの大罪では「嫉妬」に該当する。
第四魔族「スロゥス」
七つの大罪では「怠惰」に該当する。
第五魔族「グリード」
七つの大罪では「強欲」に該当する。
第六魔族「グラトニー」
七つの大罪では「暴食」に該当する。
第七魔族「ラスト」
七つの大罪では「色欲」に該当する。
第八魔族「ヴァイス」

人間

## ラインナップ

### 第1弾
- 八柱PR 大魔王アーク(CR)
- 八柱PR 大魔王アーク(MR)
- 八柱PR 大魔王アーク(SMR)
- 八柱001 魔剣士アーク
- 八柱002 賢人王ファウスト
- 八柱003 聖女アリア
- 八柱004 勇者ヒイロ
- 八柱005 戦士イクサ
- 八柱006 魔法使いマジコ
- 八柱007 僧侶ミスト
- 八柱008 魔戒剣士アーク
- 八柱009 星天魔アルカナ
- 八柱010 光魔王ルキフェール
- 八柱011 夜魔王ベルフェリア
- 八柱012 獣魔王マーモン
- 八柱013 光翼炎舞フェネキア
- 八柱014 騎迅炎魔ガミジン
- 八柱015 轟破水魔モラクス
- 八柱016 傷心天使ムクムク
- 八柱017 鋼竜子爵バサルト
- 八柱018 魔蛸子爵タッコルド
- 八柱019 海老男爵スクリンプ
- 八柱020 妖魔子爵リトビー
- 八柱021 怪魔男爵カルドディーモ
- 八柱022 ペンギン男爵アグムース
- 八柱023 シロクマ男爵ベアラード
- 八柱024 鎧角子爵ラベーオ
- 八柱025 白蟻男爵ターマイティス
- 八柱026 妖花道化フィオレーテ
- 八柱027 魔女ババロア

## 登場キャラクター

### 大魔王アーク
大魔王アーク（だいまおうアーク）
第1弾 八柱PR クリスタルレア/ミラージュレア/スーパーミラージュレア/ミラージュレアアナザー
POWER:50
名前：アーク・マティウス<男>/種族：魔族「ヴァイス」<大魔王>
属性：魔、光、闇、火、水、木、金、土、風、雷、氷
武器：魔剣グラム/統治：ソロモン大陸/特技：超絶アーク・ブラスター
本章における主人公。かつては魔族の頂点に君臨する大魔王として、七人の魔王を従え、ソロモン大陸全土を統一していた。博愛主義者で公明正大だが、統治者としては致命的なお人好しで非常に騙されやすい。魔族と人間が平等に暮らせるよう尽力していたが、人間の反乱によって封印される。「八柱駒（エイトピラー）」の力により、魔力の大半を奪われ、非力な少年の姿へ変貌してしまう。
セブンイレブン限定の「グリーンカラーver.(MR)」、月刊コロコロコミック限定の「メタルレッドカラーver.(MR)」が存在する。神羅万象チョコにおいて過去最多のバージョン数（6種類）を誇る。
魔剣士アーク（まけんしアーク）
第1弾 八柱001 クリスタルレア
POWER:15
名前：アーク・マティウス<男>/種族：魔族「ヴァイス」<魔剣士>
属性：魔、光、闇
武器：魔剣グラム、魔剣ティルフィング/過去：大魔王アーク/特技：アーク・ストラッシュ
セブンイレブン限定の「アナザーver.(CR)」が存在する。
魔戒剣士アーク（まかいけんしアーク）
第1弾 八柱008 クリスタルレア
POWER:20
名前：アーク・マティウス<男>/種族：魔族「ヴァイス」<魔剣士>
属性：魔、光、闇、雷
武器：魔剣グラム、魔剣ティルフィング/対決：獣魔王マーモン/特技：真アーク・ストラッシュ
WEB限定の「アナザーver.(CR)」が存在する。
魔剣士アーク（まけんしアーク）
第2弾 八柱028 クリスタルレア
POWER:18
名前：アーク・マティウス<男>/種族：魔族「ヴァイス」<魔剣士>
属性：魔、光、闇
武器：魔剣グラム、魔剣ティルフィング/部下：星天魔アルカナ/特技：真アーク・ストラッシュ
WEB限定の「アナザーver.(CR)」が存在する。
魔戒王アーク（まかいおうアーク）
第2弾 八柱048 クリスタルレア/ミラージュレア/スーパーミラージュレア/ミラージュレアアナザー
POWER:30
名前：アーク・マティウス<男>/種族：魔族「ヴァイス」<魔王>
属性：魔、光、闇、金、風、雷、氷
武器：魔剣グラム、魔剣ティルフィング/対決：暴魔王バアル・ゼブル/特技：真極アーク・ストラッシュ
美少女剣士アコちゃん（びしょうじょけんしアコちゃん）
第3弾 八柱057 シルバーレア
POWER:15
名前：アコ<女?>/種族：人間?<剣士>
属性：魔、光、闇
宝物：希望の柱駒/正体：魔剣士アーク/特技：アコちゃんストラッシュ
人間に変身したアーク。
サークルKサンクス限定の「アナザーver.(CR)」が存在する。
煉獄魔戒王アーク（れんごくまかいおうアーク）
第3弾 八柱080 クリスタルレア/ミラージュレア/スーパーミラージュレア/ミラージュレアアナザー
POWER:45
名前：アーク・マティウス<男>/種族：魔族「ヴァイス」<魔王>
属性：魔、光、闇、水、木、金、土、風、雷、氷
武器：魔剣グラム、魔剣ティルフィング/対決：煉獄竜魔王サタン/特技：超絶アーク・ストラッシュ
WEB限定の「アナザーver.(CR)」が存在する。
大魔王アーク（だいまおうアーク）
第4弾 八柱084 クリスタルレア
POWER:50
名前：アーク・マティウス<男>/種族：魔族「ヴァイス」<大魔王>
属性：魔、光、闇、火、水、木、金、土、風、雷、氷
武器：魔剣グラム、魔剣ティルフィング/進化：煉獄魔戒王アーク/特技：超絶アーク・ブラスター
WEB限定の「アナザーver.(CR)」が存在する。
聖魔大剣現アーク（せいまだいけんげんアーク）
第4弾 八柱108 クリスタルレア/ミラージュレア/スーパーミラージュレア/スーパーミラージュレアアナザー
POWER:∞
名前：アーク・マティウス<男>/種族：魔族「ヴァイス」<大魔王>
属性：魔、光、闇、水、木、金、土、風、雷、氷
武器：聖魔剣アルマデル/対決：魔導神ファウスト/特技：アルス・アルマデル・サロモニス
ソロモン王アーク（ソロモンおうアーク）
第4弾 八柱EP クリスタルレア

星天魔アルカナ（せいてんまアルカナ）
第1弾 八柱009 シルバーレア
POWER:?
名前：アルカナ・トラスト<女>/種族：魔族「ヴァイス」<公爵>
属性：魔、光、闇、火、水、木、金、土
宝物：大魔王がくれた帽子/主人：魔剣士アーク/特技：デビル・ビーム
大魔王アークが弱体化した後も仕える唯一の使い魔で、アークを慕い彼に全てを捧げて身の回りの世話をしている。一人称、愛称は「アルカ」。
爵位は公爵で、ソロモン72柱の一柱には該当しない。
サークルKサンクス限定の「アナザーver.(CR)」が存在する。
星天魔アルカナ（せいてんまアルカナ）
第2弾 八柱029 シルバーレア
POWER:28
名前：アルカナ・トラスト<女>/種族：魔族「ヴァイス」<公爵>
属性：魔、光、闇、火、水、木、金、土
武器：魔剣干将莫耶/主人：魔剣士アーク/特技：ダンシングソード
WEB限定の「アナザーver.(CR)」が存在する。
反逆使徒アルカナ（はんぎゃくしとアルカナ）
第3弾 八柱081 シルバーレア
POWER:29
名前：アルカナ・トラスト<女>/種族：魔族「ヴァイス」<公爵>
属性：魔、光、闇、火、水、木、金、土
防具：ジューダスマント/反逆：煉獄魔戒王アーク/特技：デビル・ブラスター
WEB限定の「アナザーver.(CR)」が存在する。
綺羅星天アルカナ（きらせいてんアルカナ）
第4弾 八柱109 クリスタルレア
POWER:30
名前：アルカナ・トラスト<女>/種族：魔族「ヴァイス」<公爵>
属性：魔、光、闇、火、水、木、金、土
武器：魔剣干将莫耶/信頼：大魔王アーク/特技：ネビュラス・マックス
WEB限定の「アナザーver.(CR)」が存在する。

### パニッシャーズ
聖女アリア（せいじょアリア）
第1弾 八柱003 シルバーレア
POWER:8
名前：アリア・ティム・フォースタス<女>/種族：人間<姫>
属性：聖、光
宝物：聖杖ティンクルスター/父親：賢人王ファウスト/特技：スターライト・フラッシュ
ファウストの一人娘。生来の神聖力で数々の奇跡を起こし、聖女と呼ばれ親しまれている。
WEB限定の「アナザーver.(CR)」、神羅万象フロンティア友達招待キャンペーンの「アナザーver.(SR)」が存在する
プリンセス・アリア
第4弾 八柱110 シルバーレア
POWER:10
名前：アリア・ティム・フォースタス<女>/種族：人造魔導人間<姫>
属性：聖、光
宝物：宝冠スターティアラ/信頼：勇者王ヒイロ/特技：スターライト・フラッシュ
ヒイロの手によってファウストの呪縛から救い出されたアリア。人間界の王位をヒイロに譲り、彼を傍らで支え続ける。

勇者ヒイロ（ゆうしゃヒイロ）
第1弾 八柱004 シルバーレア
POWER:12
名前：ヒイロ・ブレイブ<男>/種族：人間<勇者>
属性：聖、雷
武器：聖剣エクスカリバー/監視：魔剣士アーク/特技：プラズマ・ストラッシュ
大魔王討伐隊「パニッシャーズ」のリーダー。「八柱駒」の一つ、「希望の柱駒（きぼうのピラー）」を所持している。
セブンイレブン限定の「アナザーver.(CR)」が存在する。
大勇者ヒイロ（だいゆうしゃヒイロ）
第2弾 八柱032 シルバーレア
POWER:15
名前：ヒイロ・ブレイブ<男>/種族：人間<大勇者>
属性：聖、光、雷
防具：白竜王の鎧/監視：魔剣士アーク/特技：真プラズマ・ストラッシュ
アークに貰った鎧でパワーUP。肌に密着するスーツ状の鎧は、第二の筋肉としてヒイロの身体能力を増幅させる。
セブンイレブン限定の「アナザーver.(CR)」が存在する。
超勇者ヒイロ（ちょうゆうしゃヒイロ）
第3弾 八柱076 シルバーレア
POWER:18
名前：ヒイロ・ブレイブ<男>/種族：人間<超勇者>
属性：聖、光、火、風、雷
武器：聖剣デュランダル/対決：煉獄竜魔王サタン/特技：真極プラズマ・ストラッシュ
勇者王の剣を得てパワーUP。度重なる激戦の記憶が、白竜王の鎧をより強力に進化させた。聖剣デュランダルは、あらゆる魔族に対して強い攻撃力を発揮する。
セブンイレブン限定の「アナザーver.(CR)」が存在する。
勇者王ヒイロ（ゆうしゃおうヒイロ）
第4弾 八柱100 クリスタルレア
POWER:20
名前：ヒイロ・ブレイブ<男>/種族：人間<勇者王>
属性：聖、光、火、風、雷
防具：白金龍王鎧甲/信頼：大魔王アーク/特技：超絶プラズマ・ストラッシュ
奪われた聖剣を取り戻し、デュランダルの真の主として認められる。勇者の中の勇者として、天位「勇者王」を襲名。

戦士イクサ（せんしイクサ）
第1弾 八柱005 シルバーレア
POWER:11
名前：イクサ・ミツルギ<女>/種族：人間<戦士>
属性：金、土
武器：大剣ギガントバスター/仲間：勇者ヒイロ/特技：ダイヤモンド・ブレイク
大魔王討伐隊「パニッシャーズ」の一員。パーティーの壁役として、敵の攻撃を受け止める。
騎士イクサ（きしイクサ）
第2弾 八柱033 シルバーレア
POWER:14
名前：イクサ・ミツルギ<女>/種族：人間<騎士>
属性：闇、金、土
防具：暗黒騎士の鎧/仲間：大勇者ヒイロ/特技：真ダイヤモンド・ブレイク
アークに貰った鎧でパワーUP。禍々しい闇の魔力を得て、大剣ギガント・バスターが魔剣へと変貌を遂げる。
聖騎士イクサ（せいきしイクサ）
第3弾 八柱077 シルバーレア
POWER:17
名前：イクサ・ミツルギ<女>/種族：人間<聖騎士>
属性：聖、光、闇、金、土
武器：聖剣アスカロン/対決：煉獄竜魔王サタン/特技：真極ダイヤモンド・ブレイク
伝説の竜殺剣を得てパワーUP。闇の呪縛をはね除け、暗黒騎士の鎧は聖騎士の鎧へと進化を果たした。聖剣アスカロンは、竜に対して特に強い攻撃力を発揮する。
騎士王イクサ（きしおうイクサ）
第4弾 八柱101 シルバーレア
POWER:19
名前：イクサ・ミツルギ<女>/種族：人間<騎士王>
属性：聖、光、闇、金、土
防具：騎士王のローブ/信頼：大魔王アーク/特技：超絶ダイヤモンド・ブレイク
奪われた聖剣を取り戻し、アスカロンの真の主として認められる。全ての騎士の王として、天位「騎士王」を襲名。

魔法使いマジコ（まほうつかいマジコ）
第1弾 八柱006 シルバーレア
POWER:10
名前：マジコ・マジカ<女>/種族：人間<魔法使い>
属性：魔、火、氷
武器：魔杖アンク・グルズ/仲間：勇者ヒイロ/特技：ヘル・ブレイズ、デス・ブリザード
大魔王討伐隊「パニッシャーズ」の一員。魔導力を操り、絶大な魔法で敵を攻撃する。
魔導士マジコ（まどうしマジコ）
第2弾 八柱034 シルバーレア
POWER:13
名前：マジコ・マジカ<女>/種族：人間<魔導士>
属性：魔、火、雷、氷
武器：魔杖電気兎/舎弟：魔剣士アーク/特技：エレクトリック・サンダー
アークに貰った杖でパワーUP。雷属性の付加により、苦手とする電撃魔法を協力サポートする。今までお洒落にまるで無頓着だったマジコだが、最近は服装に気を遣っている。アークの親分を自称するマジコは、アークの所有権を巡って最近はアルカナとケンカばかりしている。
大魔導マジコ（だいまどうマジコ）
第3弾 八柱078 シルバーレア
POWER:16
名前：マジコ・マジカ<女>/種族：人間<大魔導>
属性：聖、魔、闇、火、土、雷、氷
武器：聖剣アゾット/対決：煉獄竜魔王サタン/特技：スターダスト・アンク
錬金術の始祖が生み出した剣を得てパワーUP。夜魔王と幻魔王のコーディネイトでついでにオシャレにドレスUP。聖剣アゾットは、使用者の魔力を増幅し、敵の魔力を弱体化させることが出来る。
魔導王マジコ（まどうおうマジコ）
第4弾 八柱102 シルバーレア
POWER:18
名前：マジコ・マジカ<女>/種族：人間<魔導王>
属性：聖、魔、光、闇、火、水、木、金、土、風、雷、氷
武器：聖魔杖カドゥケウス/信頼：大魔王アーク/特技：アポカリプス・ロード
奪われた聖剣を取り戻し、アゾットの真の主として認められる。全ての魔導士の王として、天位「魔導王」を襲名。

僧侶ミスト（そうりょミスト）
第1弾 八柱007 シルバーレア
POWER:10
名前：ミスト・クロス<男>/種族：人間<僧侶>
属性：聖、光、風
武器：聖拳セント・グローブ/仲間：勇者ヒイロ/特技：ホーリー・ウィンド
大魔王討伐隊「パニッシャーズ」の一員。神聖力を操り、あらゆるダメージを回復する。
司祭ミスト（しさいミスト）
第2弾 八柱035 シルバーレア
POWER:13
名前：ミスト・クロス<男>/種族：人間<司祭>
属性：聖、光、風
防具：聖者の鎧/仲間：魔剣士アーク/特技：一罰百戒パンチ
アークに貰った鎧でパワーUP。聖なる祝福を受けた鎧により、強力な光の加護と回復魔法の強化を可能とした。最初はアークを敬遠していたが、最近は彼との白熱討論会が日課。
大司祭ミスト（だいしさいミスト）
第3弾 八柱079 シルバーレア
POWER:16
名前：ミスト・クロス<男>/種族：人間<大司祭>
属性：聖、光、水、金、風、氷
武器：聖剣ロンギヌス/対決：煉獄竜魔王サタン/特技：ホーリーライト・クロス
聖者の血を浴び聖遺物となった剣を得てパワーUP。刃物禁制の戒律も恐れず、立場を捨てて全力を尽くす。聖剣ロンギヌスは、あらゆる防御効果を打ち消して直接攻撃を与える事が出来る。
法王ミスト（ほうおうミスト）
第4弾 八柱103 シルバーレア
POWER:18
名前：ミスト・クロス<男>/種族：人間<大司祭>
属性：聖、光、火、水、木、金、土、風、雷、氷
防具：法王のローブ/信頼：大魔王アーク/特技：セラフィック・グローリー
奪われた聖剣を取り戻し、ロンギヌスの真の主として認められる。全ての僧侶の王として、天位「法王」を襲名。

### 七魔王
七魔王（ななまおう）は、第一から第七魔族それぞれを統治する七人の魔王で、大魔王アークに仕えていた存在。七魔王は一人一つずつ「八柱駒」を所持している。

#### 光魔王
光魔王ルキフェール（こうまおうルキフェール）
第1弾 八柱010 クリスタルレア
POWER:30
名前：ルキフェール<男>/種族：魔族「プライド」<魔王>
属性：魔、光、火、土、風、雷
武器：明けの明星/観察：魔剣士アーク/特技：ゴールデン・ドーン
第一魔族「プライド」を統べる七魔王の一人。光魔王ルキフェールは七魔王のリーダー的存在で、かつては大魔王に次ぐ地位にあったらしい。夜魔王ベルフェリア、獣魔王マーモンと並んで、七魔王の中では大魔王アークと特に仲が良い友人だったらしい。性質は気高く品行方正であり、夜魔王ベルフェリアには「お堅い」と評されている。弱体化した大魔王アークこと魔剣士アークの様子を観察している。「八柱駒」の一つ、「正義の柱駒（せいぎのピラー）」を所持している。
ローソン限定の「アナザーver.(CR)」が存在する。
煉獄光魔王ルキフェール（れんごくこうまおうルキフェール）
第3弾 八柱056 クリスタルレア
POWER:35
名前：ルキフェール<男>/種族：魔族「プライド」<魔王>
属性：魔、光、火、土、風、雷
防具：ルシファーメイル/対決：竜魔王サタン/特技：ゴールデン・ドーン
煉獄形態となって全魔力を解放した光魔王。

玲瓏佳月グレモリー（れいろうかげつグレモリー）
第2弾 八柱030 シルバーレア
POWER:24
名前：グレモリー<女>/種族：魔族「プライド」<公爵>
属性：魔、光、土、風
武器：玲瓏魔杖デザートムーン/主人：光魔王ルキフェール/特技：ルナフレア
光魔王ルキフェールの寵妃の一人と噂される大幹部。過去と未来を見通す力を持ち、調停役の使者として魔界全土を駆け回る。歌と踊りに優れた踊り子で、「吟遊　公爵」とも呼ばれている。
- 傷心天使ムクムク（しょうしんてんしムクムク）
- 衛兵天使ホワイテル（えいへいてんしホワイテル）
- 双剣闘士レイヴェント（そうけんとうしレイヴェント）

#### 竜魔王
竜魔王サタン（りゅうまおうサタン）
第2弾　八柱049 クリスタルレア
POWER：35
名前：サタン<男>/種族：魔族「ラース」<魔王>
属性：魔、闇、火、土、風、雷
宝物：竜魔王の逆鱗/対決：光魔王ルキフェール/特技：ディエス・イレ
第二魔族「ラース」を統べる七魔王の一人。別名「告発者」とも呼ばれ、全魔族の監視役として魔界の秩序を守っていた。性質は苛烈で勇猛果敢。「八柱駒」の一つ、「勇気の柱駒（ゆうきのピラー）」を所持している。
ローソン限定の「アナザーver.(CR)」が存在する。
煉獄竜魔王サタン（れんごくりゅうまおうサタン）
第3弾 八柱082 クリスタルレア
POWER:50
名前：サタン<男>/種族：魔族「ラース」<魔王>
属性：魔、光、闇、火、水、木、金、土、風、雷、氷
宝物：勇気の柱駒/対決：煉獄魔戒王アーク/特技：ディエス・イレ
小竜王サタン・パピー（しょうりゅうおうサタン・パピー）
第4弾 八柱085 シルバーレア
POWER:10
名前：サタン<男>/種族：魔族「ラース」<魔王>
属性：魔、闇、火、雷
宝物：小竜王の鱗/退化：煉獄竜魔王サタン/特技：サタン・ブレイズ

背理蛇神サマエル（はいりじゃしんサマエル）
第3弾 八柱072 シルバーレア
POWER:29
名前：サマエル<男>/種族：魔族「ラース」<大公爵>
属性：魔、光、闇、火、風、雷
宝物：聖剣デュランダル/対決：大勇者ヒイロ、光魔王ルキフェール/特技：パラダイス・ロスト
心理に背く背徳の蛇神。サタンに次ぐ「ラース」の副王的存在。竜魔王の腹心として仲間から畏敬の念を集めている。
鬼竜母神ティアマット（きりゅうぼしんティアマット）
第3弾 八柱073 シルバーレア
POWER:28
名前：ティアマット<女>/種族：魔族「ラース」<大公爵>
属性：魔、火、水、木、金、土
宝物：聖剣アスカロン/対決：騎士イクサ、獣魔王マーモン/特技：タワーオブバベル
数々の魔物を生み出した大いなる地母神。「ラース」の母として親しまれており、仲間から敬愛の念を集めている。
円環邪竜ウロボロス（えんかんじゃりゅうウロボロス）
第3弾 八柱074 シルバーレア
POWER:27
名前：ウロボロス<男>/種族：魔族「ラース」<大公爵>
属性：魔、水、金、風、雷、氷
宝物：聖剣アゾット/対決：魔導士マジコ、夜魔王ベルフェリア/特技：メビウス・リング
魔導の頂点を極めたとされる黄金の邪竜。無邪気な言動とは裏腹に計算高く、「ラース」の頭脳と呼ばれている。
蛇艶大公エキドナ（じゃえんたいこうエキドナ）
第3弾 八柱075 シルバーレア
POWER:26
名前：エキドナ<女>/種族：魔族「ラース」<大公爵>
属性：魔、闇、水、木、土、氷
宝物：聖剣ロンギヌス/対決：司祭ミスト、海魔王レヴィアタン/特技：カースオブゴーゴン
恐るべき巨体の荒ぶる蛇竜。好戦的で高い戦闘力を誇り、邪眼は魔力耐性の低い者を石化してしまう。
- 牙竜伯爵ヴァストーク（がりゅうはくしゃくヴァストーク）
- 槍竜伯爵ザーバント（そうりゅうはくしゃくザーバント）
- 飛竜伯爵ユークルス（ひりゅうはくしゃくユークルス）
- 機竜伯爵セーヴェル（きりゅうはくしゃくセーヴェル）
- 鋼竜子爵バサルト（こうりゅうししゃくバサルト）
- 火竜子爵バシピック（かりゅうししゃくバシピック）

#### 海魔王
海魔王レヴィアタン（かいまおうレヴィアタン）
第2弾 八柱050 クリスタルレア
POWER:29
名前：レヴィアタン<女>/種族：魔族「エンヴィー」<魔王>
属性：魔、闇、水、風、氷
武器：冥海魔槍タンガロア/対決：獣魔王マーモン/特技：アビスフォール・テンペスト
第三魔族「エンヴィー」を統べる七魔王の一人。束縛を嫌う海魔王は、規律や道徳にうるさいアークが昔から苦手だったらしい。性質は無邪気で天真爛漫。「八柱駒」の一つ、「寛大の柱駒（かんだいのピラー）」を所持している。
サークルKサンクス限定の「アナザーver.(CR)」が存在する。
白影渦流フォルネウス（はくえいかりゅうフォルネウス）
第2弾 八柱051 シルバーレア
POWER:23
名前：フォルネウス<男>/種族：魔族「エンヴィー」<侯爵>
属性：魔、闇、水、氷
武器：白影魔剣クラーケン/対決：騎迅炎魔ガミジン、轟破水魔モラクス/特技：ホワイトシャドウ・ボルテクス
- 魔蛸子爵タッコルド（まだこししゃくタッコルド）
- 海老男爵スクリンプ（えびだんしゃくスクリンプ）
- 巨鯨子爵バタビアン（きょげいししゃくバタビアン）
- 一角水獣ラジール（いっかくすいじゅうラジール）

#### 夜魔王
夜魔王ベルフェリア（やまおうベルフェリア）
第1弾 八柱011 クリスタルレア
POWER:30
名前：ベルフェリア<女>/種族：魔族「スロゥス」<魔王>
属性：魔、闇、水、木、土、氷
武器：宵の明星/観察：魔剣士アーク/特技：ナイトメア・イリュージョン
第四魔族「スロゥス」を統べる七魔王の一人。光魔王ルキフェール、獣魔王マーモンと並んで、七魔王の中では大魔王アークと特に仲が良い友人だったらしい。性質は気まぐれで自由奔放であり、光魔王ルキフェールには「楽観的過ぎる」と評されている。夜魔王ベルフェリアは発明が大好きで、妙な発明品を作っては周囲を巻き込んで困らせているらしい。弱体化した大魔王アークこと魔剣士アークの様子を観察している。「八柱駒」の一つ、「不屈の柱駒（ふくつのピラー）」を所持している。
サークルKサンクス限定の「アナザーver.(CR)」が存在する。
遊星輝候デカラビア（ゆうせいきこうデカラビア）
第2弾 八柱031 シルバーレア
POWER:18
名前：デカラビア<男>/種族：魔族「スロゥス」<侯爵>
属性：魔、光、木、金
武器：遊星魔杖グリッドスター/主人：夜魔王ベルフェリア/特技：ルミエール・ド・エトワール
夜魔王の愛玩動物として寵愛を受ける幹部。見た目に反して強大な魔力を持ち、夜魔王の番犬として活躍している。植物と宝石を操る力を持ち、これを無から作り出す事もできる。
- 妖魔子爵リトビー（ようまししゃくリトビー）
- 怪魔男爵カルドディーモ（かいまだんしゃくカルドディーモ）
- 虚妄子爵デマノン（きょもうししゃくデマノン）
- 玉子男爵エンプチー（たまごだんしゃくエンプチー）

#### 獣魔王
獣魔王マーモン（じゅうまおうマーモン）
第1弾 八柱012 クリスタルレア
POWER:30
名前：マーモン<男>/種族：魔族「グリード」<魔王>
属性：魔、火、金、風、雷
武器：獣魔王の金剛石/対決：魔剣士アーク/特技：バースト・インフェルノ
第五魔族「グリード」を統べる七魔王の一人。光魔王ルキフェール、夜魔王ベルフェリアと並んで、七魔王の中では大魔王アークと特に仲が良い友人だったらしい。性質は実直で豪放磊落。弱体化した大魔王アークの姿に嘆き、人間と共に行動することに失望し、大魔王一行と衝突する。「八柱駒」の一つ、「誠実の柱駒（せいじつのピラー）」を所持している。
光翼炎舞フェネキア（こうよくえんぶフェネキア）
第1弾 八柱013 シルバーレア
POWER:20
名前：フェネキア<女>/種族：魔族「グリード」<侯爵>
属性：魔、光、火、土、
武器：不死鳥の羽/対決：星天魔アルカナ/特技：セイクリッドフレイム
騎迅炎魔ガミジン（きじんえんまガミジン）
第1弾 八柱014 シルバーレア
POWER:19
名前：ガミジン<男>/種族：魔族「グリード」<侯爵>
属性：魔、火、金
武器：騎迅戦槍スレイプニール/対決：魔剣士アーク/特技：ネクロフレイム
轟破水魔モラクス（ごうはすいまモラクス）
第1弾 八柱015 シルバーレア
POWER:18
名前：モラクス<男>/種族：魔族「グリード」<伯爵>
属性：魔、水、金
武器：轟破戦斧ミノタウロス/対決：魔剣士アーク/特技：デッドリーウェイブ
- ペンギン男爵アグムース（ペンギンだんしゃくアグムース）
- シロクマ男爵ベアラード（シロクマだんしゃくベアラード）
- 怪盗貴族フランソル（かいとうきぞくフランソル）
- 猪突男爵スクローボア（ちょとつだんしゃくスクローボア）
- 雪獣イエイエ（せつじゅうイエイエ）

#### 暴魔王
暴魔王バアル・ゼブル（ぼうまおうバアル・ゼブル）
第2弾 八柱052 クリスタルレア
POWER:32
名前：バアル・ゼブル<男>/種族：魔族「グラトニー」<魔王>
属性：魔、闇、木、金、土、風、雷
武器：魔剣ストームブリンガー/対決：魔戒王アーク/特技：黒至夢奏、天威夢崩
第六魔族「グラトニー」を統べる七魔王の一人。好戦的で、アークや他の魔王達と戦うために反大魔王派に参加した。剣技の達人で、別名「魔剣王」と呼ばれるほどの腕前。性質は破天荒で大胆不敵。「八柱駒」の一つ、「自制の柱駒（じせいのピラー）」を所持している。
魔剣王ベルゼビュート（まけんおうベルゼビュート）
第3弾 八柱058 クリスタルレア
POWER:25
名前：ベルゼビュート<男>/種族：魔族「グラトニー」<魔王>
属性：魔、闇、木、金、土、風、雷
武器：魔剣ストームブリンガー/変化：暴魔王バアル・ゼブル/特技：黒至夢奏、天威夢崩
柱駒によって魔力を奪われた暴魔王の真の姿。その正体は、強者を求めて別次元からやってきた魔界王子。「神羅万象チョコ　王我羅旋の章」に登場。

蝗魔大公アバドン（こうまたいこうアバドン）
第2弾 八柱053 シルバーレア
POWER:28
名前：アバドン<男>/種族：魔族「グラトニー」<大公爵>
属性：魔、闇、木、金、風、雷
武器：魔剣ブラッドタイフーン/対決：星天魔アルカナ/特技：ダークレギオン
暴魔王に次ぐ「グラトニー」のナンバー2。かつて「グラトニー」の魔王として君臨していた実力者。
- 鎧角子爵ラベーオ（がいかくししゃくラベーオ）
- 白蟻男爵ターマイティス（しろありだんしゃくターマイティス）
- 胡蜂子爵ホーネッツォ（こほうししゃくホーネッツォ）
- 顎門男爵ハシャラーゼ（あぎとだんしゃくハシャラーゼ）

#### 幻魔王
幻魔王アスモ・デウス（げんまおうアスモ・デウス）
第2弾 八柱054 クリスタルレア
POWER:30
名前：アスモ・デウス<女>/種族：魔族「ラスト」<魔王>
属性：魔、闇、水、木、土、風、氷
宝物：荊棘の羽衣/対決：夜魔王ベルフェリア/特技：月禍氷刃、狂禍水月
第七魔族「ラスト」を統べる七魔王の一人。暴魔王と非常に仲が良く、暴魔王に付き合って反大魔王派に参加した。性質は温厚で純情可憐。「八柱駒」の一つ、「純血の柱駒（じゅんけつのピラー）」を所持している。
魔戦姫アスモディエス（ませんきアスモディエス）
第3弾 八柱059 クリスタルレア
POWER:24
名前：アスモディエス<女>/種族：魔族「ラスト」<魔王>
属性：魔、闇、水、木、土、風、氷
武器：魔剣ブラッディローズ/変化：幻魔王アスモ・デウス/特技：月禍氷刃、狂禍水月
柱駒によって魔力を奪われた幻魔王の真の姿。その正体は、魔剣王と共に別次元からやってきた魔界王女。「神羅万象チョコ　王我羅旋の章」に登場。

花冠咲候アルラーニャ（かかんしょうこうアルラーニャ）
第2弾 八柱055 シルバーレア
POWER:18
名前：アルラーニャ<男>/種族：魔族「ラスト」<侯爵>
属性：魔、水、木、土
武器：花冠魔杖フラワードリル/対決：遊星輝候デカラビア/特技：フラワー・レボリューション
- 妖花道化フィオレーテ（ようかどうけフィオレーテ）
- 魔女ババロア（まじょババロア）
- 果獣トリー・トロンペ（かじゅうトリー・トロンペ）
- 妖綺姫ピスティロッサ（ようきひピスティロッサ）

### ヴァイス
道化神メフィスト（どうけしんメフィスト）
第4弾 八柱087 クリスタルレア
POWER:30
名前：メフィスト・フォレス<女>/種族：魔族「ヴァイス」<大公爵>
属性：魔、光、闇、火、水、木、金、土、風、雷、氷
武器：魔剣ライアーメナス/離反：大魔王アーク/特技：ダーク・リベリオン
狂気と混沌を愛する超上級魔族。野望に溺れるファウストをそそのかし、戦乱の火種を撒き散らす悪の元凶。かつてアークの部下として活躍した元女幹部。
- 髑髏魔導スケルチェスト（どくろまどうスケルチェスト）
- 城壁魔導クレイテンプル（じょうへきまどうクレイテンプル）
- 熱風魔導ガナフ・アラフ（ねっぷうまどうガナフ・アラフ）
- 巨眼魔導フェイ・イアン（きょがんまどうフェイ・イアン）

#### 人間界
賢人王ファウスト（けんじんおうファウスト）
第1弾 八柱002 シルバーレア
POWER:9
名前：ファウスト・ヨハン・フォースタス<男>/種族：人間<王>
属性：聖、闇
宝物：聖杖アルケミスタ/統治：人間界/特技：キング・フラッシュ
人間界を統治する老王。かつては大賢者と謳われた大魔導士で、今も魔導の研究に余念がない。
大賢者ファウスト（だいけんじゃファウスト）
第3弾 八柱083 クリスタルレア
POWER:15
名前：ファウスト・ヨハン・フォースタス<男>/種族：人間<王>
属性：聖、闇、火、水、木、金、土、風、雷、氷
宝物：聖杖アルケミスタ/統治：人間界/特技：キング・フラッシュ
魔導神ファウスト（まどうしんファウスト）
第4弾 八柱086 クリスタルレア
POWER:∞
名前：ファウスト・ヨハン・フォースタス<男>/種族：人間<魔導神>
属性：聖、魔、光、闇、火、水、木、金、土、風、雷、氷
道具：八柱駒/融合：聖女アリア/特技：ヴァルフルギス・ナハト
- 王宮魔術師トマス（おうきゅうまじゅつしトマス）
- 王宮魔術師ロジャー（おうきゅうまじゅつしロジャー）
- 暗黒魔導士ドラグノフ（あんこくまどうしドラグノフ）
- 暗黒魔導士エンジェラン（あんこくまどうしエンジェラン）
- 暗黒魔導士オウルザード（あんこくまどうしオウルザード）
- 暗黒魔導士カルカロドン（あんこくまどうしカルカロドン）
- 陸戦魔導騎士団（りくせんまどうきしだん）
- 海戦魔導騎士団（かいせんまどうきしだん）
- 空戦魔導騎士団（くうせんまどうきしだん）
- 合体魔導兵Wミニスター（がったいまどうへいダブルミニスター）

### その他
- ニセ勇者ヒイロ（ニセゆうしゃヒイロ）
  - 愛戦士グロリアス（あいせんしグロリアス）
- ヘッポコ戦士イクサ（ヘッポコせんしイクサ）
- ヘッポコ魔法使いマジコ（ヘッポコまほうつかいマジコ）
- ヘッポコ僧侶ミスト（ヘッポコそうりょミスト）
- 冒険小僧キンダー（ぼうけんこぞうキンダー）
- 戦士バンディーノ（せんしバンディーノ）
- 僧侶シェルテスタ（そうりょシェルテスタ）